# Puente Baluarte
Baluarte (španělsky Puente Baluarte, oficiálním plným názvem Puente Baluarte Bicentenario) je zavěšený lanový most v Mexiku, který je součástí dálnice spojující mexická města Durango a Mazatlán. Nachází se ve středozápadní části státu v pohoří Sierra Madre Occidental na hranici států Durango a Sinaloa. Mostovka visí ve výšce 402,57 metrů nade dnem údolí a v době svého zprovoznění byl nejvyšším lanovým mostem na Zemi. Tento rekord je zapsán i v Guinnessově knize rekordů. Do prostoru mezi mostovkou a nejnižším místem údolí by se vešla pohodlně například Eiffelova věž.
Most je celkově dlouhý 1 124 metrů, široký 19,5 metrů a vedou po něm čtyři jízdní pruhy. Rozpětí mezi 2 nosnými pilíři, do kterých jsou ukotvena ocelová lana, dosahuje hodnoty 509 metrů. Výstavba začala v roce 2008, slavnostní otevření mostu proběhlo 5. ledna 2012 za přítomnosti prezidenta Felipe Calderóna. Cena stavebního díla je odhadována přibližně na 2,18 miliard pesos.